# The Truth About Women (film 1957)
The Truth About Women è un film britannico del 1957 diretto da Muriel Box.